# 상사유치권
상사유치권(商事留置權)이란 상법은 상인간의 상행위로 인한 채권에 관하여 민법상의 일반유치권(민 320조)의 요건을 변경하여 채권자 보호를 강화하고 거래의 원활과 안전을 도모하고 있다(58조). 이것을 상사유치권이라 하는데 민사유치권과는 그 기원이나 목적을 달리 한다.

## 역사
즉 민사유치권은 로마법(Roma法)에 그 기원을 두고 있으나 상사유치권은 중세 이탈리아의 상업도시에서 시행된 상관습(商慣習)에서 유래한 것이다.

## 조문
상법 제58조

상인간의 상행위로 인한 채권이 변제기에 있는 때에는 채권자는 변제를 받을 때까지 그 채무자에 대한 상행위로 인하여 자기가 점유하고 있는 채무자 소유의 물건 또는 유가증권을 유치할 수 있다. 그러나 당사자간에 다른 약정이 있으면 그러하지 아니하다.

## 사례
A사는 甲사로부터 공사대금을 변제받지 못하여 2014. 8. 경부터 B점포(당사가 시공한 건물이 아님)를 인도받아 유치하고 있었는데 B점포에 관해서는 甲사가 2014. 5.경 이미 乙사에 대한 대출금채무의 담보를 위해 B점포에 관하여 乙사 명의의 근저당권설정등기를 경료해 둔 상태였고 그 후 甲사가 乙사에 대한 대출금채무를 변제하지 못하자 乙사는 위 근저당권에 기하여 임의경매절차를 진행하였고, 丙사가 B점포를 낙찰받은 후 A사에 대하여 점포의 인도를 요구하였다. A사는 유치권자로서 丙사에 대하여 A점포의 인도를 거부하는 것은 상사유치권은 유치권의 대상이 되는 물건이 “채무자 소유”일 것으로 제한되어 있으므로 부적법하다.

## 민사유치권과 비교
따라서 상사유치권의 범위는 상거래의 필요 즉 신용거래의 필요와 개별적인 담보설정의 번거로움을 회피할 필요성 등의 요청 때문에 민사유치권보다 훨씬 더 확장되어 인정된다. 이것은 종류로는 일반상사유치권으로서 상인간의 유치권(58조)이 있고 특별상사유치권으로서 대리상(91조), 위탁매매인(委託賣買人)(111조), 준위탁판매인(113조), 운송주선인(運送周旋人)(120조), 육상운송인(147조) 및 해상운송인(800조)의 유치권이 있다. 상사유치권의 특별한 효력으로는 민사유치권이 파산재단(破散財團)에 대하여서는 효력을 잃게 됨에 반하여 이것은 파산재단에 대하여 특별한 우선특권(優先特權)으로 인정되는(파산 84조) 점을 들 수 있다.

## 성립요건
- 당사자- 쌍방 모두 상인이어야
- 피담보채권- 상행위로 인한 채권으로서 변제기에 있는 것
- 유치목적물- 채무자 소유의 물건 또는 유가증권
- 개별적 견련성 불요
- 반대특약이 없을 것 (제58조 단서)

## 판례
- 부동산에 대한 상사유치권의 성립 당시에 이미 제3자의 저당권이 설정되어 있다면, 상사유치권자는 선행저당권자 또는 그 승계인에게 대항할 수 없다[2]
- 상사유치권은 민사유치권과 달리 그 피담보채권이 ‘목적물에 관하여’ 생긴 것일 필요는 없지만 유치권의 대상이 되는 물건은 ‘채무자 소유’일 것으로 제한되어 있다(상법 제58조, 민법 제320조 제1항 참조). 이와 같이 상사유치권의 대상이 되는 목적물을 ‘채무자 소유의 물건’에 한정하는 취지는, 상사유치권의 경우에는 목적물과 피담보채권 사이의 견련관계가 완화됨으로써 피담보채권이 목적물에 대한 공익비용적 성질을 가지지 않아도 되므로 피담보채권이 유치권자와 채무자 사이에 발생하는 모든 상사채권으로  무한정 확장될 수 있고, 그로 인하여 이미 제3자가 목적물에 관하여 확보한 권리를 침해할 우려가 있어 상사유치권의 성립범위 또는 상사유치권으로 대항할 수 있는 범위를 제한한 것으로 볼 수 있다. 즉, 상사유치권이 채무자 소유의 물건에 대해서만 성립한다는 것은, 상사유치권은 그 성립 당시 채무자가 목적물에 대하여 보유하고 있는 담보가치만을 대상으로 하는 제한물권이라는 의미를 담고 있다 할 것이고, 따라서 유치권 성립 당시에 이미 그 목적물에 대하여 제3자가 권리자인 제한물권이 설정되어 있다면, 상사유치권은 그와 같이 제한된 채무자의 소유권에 기초하여 성립할 뿐이고, 기존의 제한물권이 확보하고 있는 담보가치를 사후적으로 침탈하지는 못한다고 보아야 한다. 그러므로 채무자 소유의 부동산에 관하여 이미 선행(先行)저당권이 설정되어 있는 상태에서 채권자의 상사유치권이 성립한 경우, 상사유치권자는 채무자 및 그 이후 그 채무자로부터 부동산을 양수하거나 제한물권을 설정 받는 자에 대해서는 대항할 수 있지만, 선행저당권자 또는 선행저당권에 기한 임의경매절차에서 부동산을 취득한 매수인에 대한 관계에서는 그 상사유치권으로 대항할 수 없다.[3]
- 상사유치권의 객체에 부동산이 포함된다[4]

## 참고 문헌
- 상사유치권과 민사유치권 비교 내일신문 2013-11-13
- 상사유치권의 특성에 관한 최근 대법원판결(上) 한국주택신문 2013년 6월 14일

## 같이 보기
- 상사질권
- 유치권